# منطقه نیوهام لندن
منطقه نیوهام لندن (به انگلیسی: London Borough of Newham) یک منطقه شهری در شرق لندن است.
این منطقه ۳۶.۲۲ کیلومتر مربع مساحت و ۲۴۹٬۵۰۰ نفر جمعیت دارد.

## خواهرخوانده
شهر کایزرسلاوترن خواهرخواندهٔ منطقه نیوهام لندن هست.